# タカオユキ
タカオ ユキ（1990年6月30日 - ）は、日本の元女性声優、シンガーソングライター。A-Sketch所属。みみめめMIMIのボーカル・作詞・作曲を務める。シンガーソングライターとしてはユカ名義を使用することがある。
兵庫県出身。血液型はO型。

## 経歴
幼稚園の時に『美少女戦士セーラームーン』を見たことでアニメに興味を持ち、その後小学1年生の時に見た『名探偵コナン』の江戸川コナンと『忍たま乱太郎』の猪名寺乱太郎を高山みなみが演じていることを知り、声優に興味を持ち始めたという。中学生の頃から作詞作曲を独学で始め、オーディションは中学3年から受け始め高校2年までで100本以上応募したが落選。そのためボイストレーニングや自主的なライブ活動などを行なった上で現事務所に入所し、『君のいる町』で念願のデビューを果たした。ちなみにデビュー作のヒロイン、神咲七海は広島弁を話すため、イントネーションを覚えるまで必死で練習したという。
2017年2月に茜屋日海夏（i☆Ris）と新ユニット「POLKA DOTS」（ポルカドッツ）の結成を発表。7月18日、芸能活動を引退することを発表した。
2019年、親交のある丸山有香の自主制作企画『アイショタ idol show time』に参加し楽曲提供。2020年には逢田梨香子の1stアルバム『Curtain raise』にユカ名義で作詞作曲を提供。

## 人物
ピアノを4歳から習っていたが、松田聖子の「あなたに逢いたくて」を聴くなどJ-POPにも関心があったという。9歳の時にアメリカの南部に引っ越すものの、現地の学校では英語があまり話せず苦労していたが、同地で放送されていた『パワーパフガールズ』を見たことで言葉が分からなくても楽しめることを実感したという。その後13歳での軽音部入部と同時にロックにも興味を持ち始めたという。
好きな映画は『千と千尋の神隠し』を挙げている。
同級生にアナウンサーの小澤陽子、金井憧れがおり、親交がある。

## 後任
タカオの引退に伴い、持ち役を引き継いだ声優は以下の通り。
| 後任   | 役名   | 作品                     | 後任の初担当作品 |
| ------ | ------ | ------------------------ | ---------------- |
| 小林都 | 小倉愛 | 『ガールフレンド（仮）』 | 2020年7月以降    |

## 出演
太字はメインキャラクター。

### テレビアニメ
2013年
- 君のいる町（神咲七海）
- 夜桜四重奏 〜ハナノウタ〜（瑞樹）

2014年
- キャプテン・アース（中森ナオコ）
- 極黒のブリュンヒルデ（シノ）
- ノラガミ（実喩
- ハマトラ（アズサ）
- ブレイドアンドソウル（アルカ）

2015年
- 山田くんと7人の魔女（猿島マリア、あや、女子生徒）
- ノラガミ ARAGOTO（嶺巴）

2017年
- AKIBA'S TRIP -THE ANIMATION-（小桜）

### OVA
- 山田くんと7人の魔女 第1巻 もうひとつの朱雀祭 温泉合宿だよ!? 全員集合ッ!（2014年、猿島マリア[14]）※原作第15巻限定版に付属

### ゲーム
2014年
- ガールフレンド（仮）（小倉愛〈初代〉）
- 君のいる町（神咲七海）
- せかい☆セイフク 〜COSUTUME FES.〜（“コードネーム:UX”）

2015年
- メイデンクラフト（ヴェロニカ・アイゼンシュタイン）

2016年
- ゴッドオブハイスクール【神スク】（小森きのこ）

2017年
- ららマジ（奥村映）

### ドラマCD
- 白魔女学園 覚醒（仙道ユキ[20]）
- テレビアニメ 君のいる町 ドラマCD プレ・シーズン・ストーリー〜決意〜（神咲七海）

### 舞台
- GAIA_crew第10回記念本公演 LinKAge〜凛国異聞（2015年04月22日 - 26日、池袋シアターグリーン BIG TREE THEATER）

### ラジオ
- ブレイドアンドソウル 〜無口なアルカのおしゃべりラジオ〜（2014年4月9日 - 7月2日、超!A&G+）[21]
- 「山田くんと7人の魔女」Webラジオ『リスナーくんと2人の魔女』（2015年3月27日 - 7月3日、アニメイトTV）

### レギュラー
- アニメぴあちゃんねる（2014年4月 - 2017年5月、AmebaFRESH! ＆ ニコニコ生放送）

### その他
2014年
- ムービーコミック『僕の初恋をキミに捧ぐ』（垣野内 逞（幼少期））
- 映画『白魔女学園』（ナレーション）
- 映画『思春期ごっこ』（三宅翔子）

2016年
- PRIUS! IMPOSSIBLE GIRLS（04 ICONIC human-tech）

## ディスコグラフィ

### キャラクターソング
| 8月14日 | センチメンタルラブ                                     | 枝葉柚希（中島愛）、御島明日香（佐倉綾音）、神咲七海（タカオユキ） | 「閃光ハナビ」   | テレビアニメ『君のいる町』関連曲 |
| 9月18日 | 君のいる町 キャラクターソングアルバム アンサーソングス | 神咲七海（タカオユキ）                                             | 「あたらしい私」 | テレビアニメ『君のいる町』関連曲 |